# Maienfeld

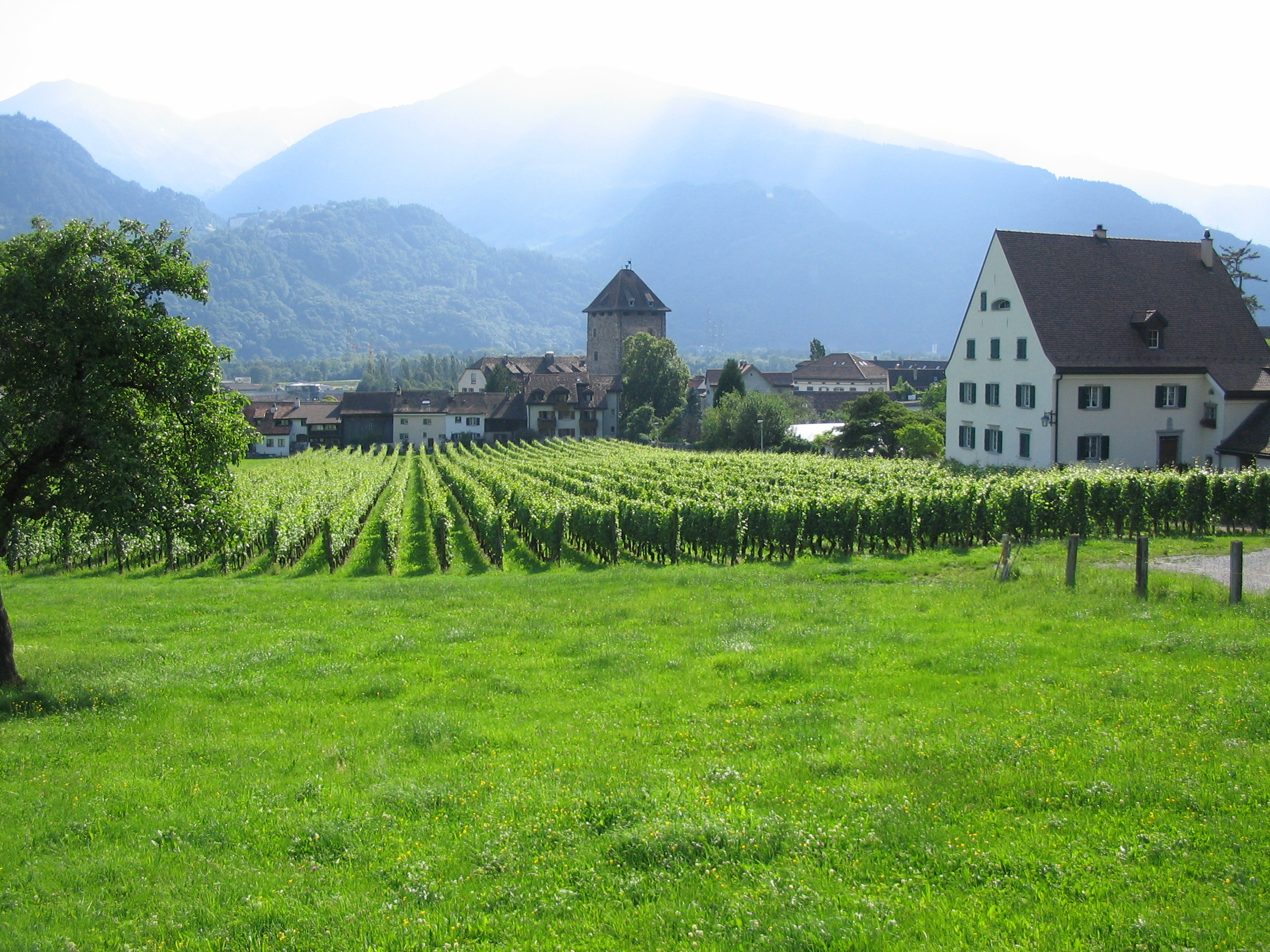
Vista general

Maienfeld és un municipi del cantó dels Grisons (Suïssa), situat al districte de Landquart.
Esmentat per primer al segle IV amb el nom de Magia a la taula de Peutinger, segurament una estació a la via entre Turicum (Zurich) i Brigantium (Bregenz). Vers 801-805 s'esmenta com Lupinis. A la meitat del segle X era una possessió dels conradians, i un membre de la família, Udó, es titulava comte de Maienfeld, però fou declarat fora de la llei el 966. Posteriorment només apareix com a senyoria al costat de la senyoria de Laax. Apareix sota els noms de Magenza, Lopine, Maging i Magen zu Luppinis, i finalment el 1295 com Maienvelt del que deriva Maienfeld. Va estar governada pels comtes de Bregenz; els castell de Maienfeld fou destruït el 1079 per Enric IV durant la Querella de les Invertidures. El castell de Brandis fou construït el 1270/1275 per la família Aspremont. Va passar el 1333 als comtes de Toggenburg. Al segle xiv van arribar a la zona els walser i van fundar diversos assentaments (Rofels i Bovel i Guscha Stürfism, els dos darrers avui dia deshabitats); al segle xv el castell fou completat per Frederic VII comte de Toggenburg (1400-1436). Maienfeld va obtenir carta de ciutat el 1434 i el 1436 va ingressar a la Lliga de les Deu Jurisdiccions i el 1438 va fer un acord amb els senyors de Brandis, hereus de part dels dominis dels Toggenburg, que el 1465 van restaurar el castell; el 1509 els senyors de Brandis van vendre Maienfeld a les Tres Lligues. La regió es va germanitzar durant el segle XVI; el 1529 s'hi havia introduït la reforma.